# Oxyethira harpagella
Oxyethira harpagella är en nattsländeart som beskrevs av Douglas E. Kimmins 1951. Oxyethira harpagella ingår i släktet Oxyethira och familjen smånattsländor. Inga underarter finns listade i Catalogue of Life.